# Ацетат иттрия
Ацетат иттрия — неорганическое соединение,
соль иттрия и уксусной кислоты с формулой Y(CH3COO)3,
растворяется в воде,
образует кристаллогидраты — бесцветные кристаллы.

## Физические свойства
Ацетат иттрия образует кристаллогидрат состава Y(CH3COO)3•4H2O — бесцветные кристаллы.
Есть данные о существовании гидрата Y(CH3COO)3•6H2O.